# Gouden taling
De gouden taling (voorheen: hottentottaling, wetenschappelijke naam: Spatula hottentota synoniem: Anas hottentota) is een kleine eendensoort die voorkomt in het zuiden, zuidoosten en het westen van Afrika, en op Madagaskar.

## Kenmerken
Met zijn volwassen lengte van ongeveer 34 centimeter is het de kleinste onder de zwemeenden en bovendien is hij een van de stilste. Het verschil tussen de geslachten is marginaal; het vrouwtje heeft eerder een vlek- dan een streeptekening op de borst, voor de rest lijken ze sprekend op elkaar.

## Voortplanting
Het nest wordt gebouwd van allerhande plantaardig materiaal en ligt doorgaans in de dichte begroeiing langs de oever of wordt gebouwd in zeer laag water. Er worden circa 6 eitjes gelegd, die in ongeveer 3 weken worden uitgebroed. De dieren worden zelden in groepen aangetroffen, maar leven gewoonlijk in paartjes.

## Verspreiding en leefgebied
Deze soort komt voor van Nigeria tot Ethiopië tot Zuid-Afrika en Madagaskar.